# 魔法少女リリカルなのはA's
『魔法少女リリカルなのはA's』（まほうしょうじょリリカルなのはエース、英: Magical girl lyrical Nanoha A's）は、独立UHF局で2005年10月1日から12月25日にかけて全13話が放送されたテレビアニメ作品。『魔法少女リリカルなのはシリーズ』の第2期の作品である。略称は『A's』（エース）。キャッチコピーは「魔法少女、続けてます。」。

## 概要
テレビアニメ版第1期『魔法少女リリカルなのは』の続編。なお、作品内の時間は前作の約半年後となっている。
前作では主人公・高町なのはのライバルでもあったフェイト・テスタロッサが、本作ではなのはの親友として登場する。また、八神はやてとそのはやてに従う守護騎士達・敵か味方かも不明な第3勢力など、新たな主要登場キャラクターが登場する。
前作から一転してスピンオフ元である『とらいあんぐるハート3』に由来する設定の影は次第に薄れ、本作から本格的にアニメ独自の方向へと向かっている。
前作から登場しているデバイス（本作において「ミッドチルダ式魔法」という体系付けがされた）に対し、「ベルカ式魔法」のデバイスはドイツ語でしゃべり、担当声優にもドイツ語の母語話者を採用している。
2007年4月から9月に、本作の続編でテレビアニメ版第3期シリーズとなる『魔法少女リリカルなのはStrikerS』が放送された。
劇場版『魔法少女リリカルなのは The MOVIE 2nd A's』が2012年7月14日から公開された。

## ストーリー
次元世界を揺るがした「PT事件（プレシア・テスタロッサ事件）」からおよそ半年後の12月。高町なのはは戦いを通じて得た絆を胸に魔法の訓練を続けていた。
ある夜、そんな彼女の下に「所属不明の魔導師が急速接近中」との警告が響く。不穏なものを感じながらも、それを迎えるべく家を出るなのは。それが、後に「闇の書事件」と呼ばれるある冬の悲しくも優しい出来事の幕開けだった。

## 用語
ヴォルケンリッター
闇の書が有する機能の一つ、「守護騎士システム」によって発生した4人の騎士の総称。
闇の書本体や当代所有者を護衛し、また所有者の命令に従って行動し、リンカーコアの確保を行うことが主な役目。その体は生粋の肉体ではなく、魔力で構成された疑似的なものである。本体となる情報は闇の書内にあるため、消滅（殺害）しても次の所有者に代われば再び出現する。各々にリンカーコアを有しているため、闇の書のページを埋めるためにも用いられるようだ（その場合騎士は消滅する）。各人物の詳細は「ヴォルケンリッター」を参照。
闇の書事件
闇の書を中心とした事件の総称。
闇の書が転生と再生を繰り返す以上、幾度となくこの名を冠する事件は発生しており、劇中でも「現代の」闇の書事件と「11年前の」闇の書事件の二つが登場している。
アルカンシェル
時空管理局が有する大型艦船用の強力無比な魔導砲。
戦艦前部から付きだした二本の柱型砲身の間から展開した三重の輪形魔法陣より放たれた光弾が反応消滅現象を起こして空間を捻じ曲げ、対象をブラックホールのように飲み込んで消滅させる。
その強大な威力から普段は艦船に搭載されておらず、必要とされることが予想される場合にのみ艦船に装備され、その発動は搭載された艦船の提督に一任される。今まで時空管理局は闇の書への対処はアルカンシェルによる広域殲滅で行っており、局員達は闇の書の出現に際してアルカンシェル搭載が通例化していることを述べ、ヴォルケンリッターも用いられた過去に居合わせたのかアルカンシェルの性能を知っていた。
ユーノによると「発動地点を中心に、百数十キロメートル範囲の空間を歪曲させながら反応消滅を起こさせる魔導砲」とのこと。
『Sts』ではL級艦の後継機として建造されたXV級艦にも搭載され、ゆりかご撃墜の際に使用された。

## スタッフ
- 原作 - 都築真紀[1] / ivory[1]
- 監督 - 草川啓造[1]
- 脚本 - 都築真紀[1]
- プロデューサー - 三嶋章夫、田中辰弥
- キャラクターデザイン - 奥田泰弘[1]
- 美術監督・美術設定 - 片平真司[1]
- 色彩設定 - 田崎智子[1]
- 撮影監督 - 小澤次雄
- 編集 - 関一彦
- ビジュアルデザイン - 斎藤良成
- ビジュアルエフェクト - 南口大助
- 音楽 - 佐野広明[1]
- 音響監督 - 亀山俊樹[1]
- スーパーバイザー - 田中勇
- エグゼクティブプロデューサー - 上村修
- アニメーション制作 - セブン・アークス[1]
- 製作 - なのはA'sPROJECT[1]

## 主題歌
オープニング、エンディングともに全話を通して変更はないが、実はオープニングの最後にある各人のデバイスが次々と表示されるシーンで、闇の書がはやての杖（シュベルトクロイツ）に、またクロノのS2Uがデュランダルに、第13話（最終話）のみ変更されている（一瞬の事なので気付きにくい）。
オープニングテーマ「ETERNAL BLAZE」
作詞 - 水樹奈々 / 作曲・編曲 - 上松範康 / 歌 - 水樹奈々（キングレコード）
コーラス - 広谷順子 / 演奏 - 弦一徹オーケストラ
エンディングテーマ「Spiritual Garden」
作詞 - 三井ゆきこ / 作曲・編曲 - 太田雅友 / 歌 - 田村ゆかり（コナミデジタルエンタテインメント）
挿入歌
「Snow Rain」（第11話）
作詞 - 都築真紀 / 作曲 - happy soul man / 編曲 - 安井歩 / 歌 - 植田佳奈
「BRAVE PHOENIX」（第12話）
作詞・作曲・編曲 - 上松範康 / 歌 - 水樹奈々

## 各話リスト
| 話数 | サブタイトル                 | コンテ                         | 演出                | 作画監督                                     |
| ---- | ---------------------------- | ------------------------------ | ------------------- | -------------------------------------------- |
| 1    | はじまりは突然になの         | 草川啓造                       | 草川啓造            | 中山敦史                                     |
| 2    | 戦いの嵐、ふたたびなの       | 武蔵境孝                       | 斎藤良成            | 内田孝 斎藤良成 （エフェクト）               |
| 3    | 再会、そしてお引っ越しなの!  | 武蔵境孝                       | 栗本宏志            | 尾尻進矢                                     |
| 4    | 新たなる力、起動なの!        | 三島由紀世 斎藤良成 佐土原武之 | 佐土原武之          | 澤崎誠                                       |
| 5    | それは小さな願いなの（前編） | 武内宣之                       | 西村博昭            | 宇佐美皓一                                   |
| 6    | それは小さな願いなの（後編） | 高山誠                         | 畠山茂樹            | 小森篤                                       |
| 7    | 壊れた過去と現在となの       | 斎藤良成                       | 斎藤良成            | 斎藤良成                                     |
| 8    | 悲しい決意、勇気の選択なの   | 武蔵境孝                       | 栗本宏志            | 木下裕孝                                     |
| 9    | クリスマス・イブ             | 武蔵境孝                       | 佐土原武之          | 内田孝 岡本健一郎                            |
| 10   | 運命                         | 高山誠                         | 畠山茂樹            | 小森篤 高鋒誠 藤本明子 （補佐）              |
| 11   | 聖夜の贈り物                 | 武内宣之                       | 栗本宏志            | 田中ちゆき                                   |
| 12   | 夜の終わり、旅の終わり       | くるおひろし                   | 西村博昭 佐土原武之 | 二宮壮史 斎藤良成 加藤剣 岡本健一郎 （補佐） |
| 13   | スタンバイ・レディ           | 坂田純一                       | 畠山茂樹            | 小森篤 高鋒誠 藤本明子 （補佐）              |

## 放送局
| 放送期間                 | 放送時間                     | 放送局     | 対象地域 | 備考 |
| ------------------------ | ---------------------------- | ---------- | -------- | ---- |
| 2005年10月2日 - 12月25日 | 日曜 1:35 - 2:05（土曜深夜） | ちばテレビ | 千葉県   |      |
| 2005年10月5日 - 12月28日 | 日曜 0:30 - 1:00（月曜深夜） | 三重テレビ | 三重県   |      |
|                          | 水曜 1:30 - 2:00（火曜深夜） | テレ玉     | 埼玉県   |      |
|                          | 水曜 2:35 - 3:05（火曜深夜） | サンテレビ | 兵庫県   |      |
| 2005年10月6日 - 12月29日 | 金曜 1:45 - 2:15（木曜深夜） | tvk        | 神奈川県 |      |

| 放送期間                       | 放送時間                              | 放送局     | 対象地域 | 備考             |
| ------------------------------ | ------------------------------------- | ---------- | -------- | ---------------- |
| 2006年11月13日 - 11月29日      | 月曜 - 金曜 18:30 - 19:00             | MOMO親子台 | 台湾     |                  |
| 2008年7月5日 - 9月27日 8月16日 | 土曜 08:00 - 09:00 土曜 08:30 - 09:00 | 有線兒童台 | 中国香港 | 連続放送／再放送 |

| 放送期間 | 放送時間 | 配信元                              |
| -------- | -------- | ----------------------------------- |
|          |          | AbemaTV                             |
|          |          | Amazonビデオ Amazonプライム・ビデオ |
|          |          | DMM.com                             |
|          |          | dアニメストア                       |
|          |          | GYAO!                               |
|          |          | J:COMオンデマンド                   |
|          |          | music.jp                            |
|          |          | TSUTAYA TV                          |
|          |          | U-NEXT                              |
|          |          | アニメ放題                          |
|          |          | ひかりTV                            |
|          |          | バンダイチャンネル                  |
|          |          | ビデオマーケット                    |
|          |          | ビデオパス                          |

| 放送期間 | 放送時間 | 配信元                          |
| -------- | -------- | ------------------------------- |
|          |          | Amazonプライム・ビデオ          |
|          |          | Google Playムービー& TV YouTube |

### 再放送
| 放送期間                                               | 放送時間                                                                               | 放送局              | 対象地域   | 備考                  |
| ------------------------------------------------------ | -------------------------------------------------------------------------------------- | ------------------- | ---------- | --------------------- |
| 2006年5月2日                                           | 土曜 23:30 - 翌 6:00                                                                   | ファミリー劇場      | 日本全域   | 連続放送              |
| 2008年3月22日 - 6月14日                                | 土曜 10:00 - 10:30                                                                     | AT-X                |            |                       |
| 2009年10月4日 2009年10月11日 - 12月20日 2009年12月27日 | 日曜 3:58 - 4:28（土曜深夜） 日曜 3:28 - 3:58（土曜深夜） 日曜 3:58 - 4:28（土曜深夜） | 毎日放送（MBS）     | 近畿広域圏 | アニメシャワー枠第4部 |
| 2009年10月8日 - 12月24日                               | 木曜 2:24 - 2:54（水曜深夜）                                                           | TBSテレビ           | 関東広域圏 |                       |
| 2009年10月10日 - 2010年1月16日                         | 木曜 2:30 - 3:00（水曜深夜）                                                           | 中部日本放送（CBC） | 中京広域圏 | あにせん枠            |
| 2011年10月2日 - 12月25日                               | 日曜 22:00 - 22:30                                                                     | TOKYO MX            | 東京都     |                       |
| 2011年10月15日 - 12月17日 12月25日                     | 土曜 23:30 - 24:00 日曜 0:30 - 1:30（土曜深夜）                                        | tvk                 | 神奈川県   |                       |

| 放送期間                | 放送時間                                     | 放送局     | 対象地域 | 備考             |
| ----------------------- | -------------------------------------------- | ---------- | -------- | ---------------- |
|                         |                                              | 有線兒童台 | 中国香港 | 香港開電視再放送 |
| 2019年2月11日 - 3月18日 | 月曜 - 木曜 18:00 - 18:30                    | 香港開電視 | 中国香港 | 有線兒童台再放送 |
| 2009年1月26日 - 3月23日 | 日曜 - 月曜 24:00 - 24:30（月曜 - 火曜深夜） | MOMO親子台 | 台湾     | 再放送           |

## 関連作品

### DVD・BD
| 日本国内    | 日本国内      | 日本国内        | 日本国内 |
| 巻          | 発売日        | 収録話          | 規格品番 |
| ----------- | ------------- | --------------- | -------- |
| Vol.1       | 2006年1月25日 | 第1話 - 第3話   |          |
| Vol.2       | 2006年2月22日 | 第4話 - 第5話   |          |
| Vol.3       | 2006年3月24日 | 第6話 - 第7話   |          |
| Vol.4       | 2006年4月26日 | 第8話 - 第9話   |          |
| Vol.5       | 2006年5月24日 | 第10話 - 第11話 |          |
| Vol.6       | 2006年6月21日 | 第12話 - 第13話 |          |
| Blu-ray BOX | 2014年11月5日 | 全13話          |          |
| 日本国外    |               |                 |          |

### CD
全てキングレコードより発売。サウンドステージは本編の合間をドラマCDにした番外編である。また、本作のサウンドトラックはセルDVD各巻に付属しており、単品としては発売されていない。収録内容の詳細は魔法少女リリカルなのは サウンドステージを参照のこと。
- 魔法少女リリカルなのはA's サウンドステージ01（第3.5話 ドキドキ!お風呂場は熱き戦場なの!、品番・KICA-733）
- 魔法少女リリカルなのはA's サウンドステージ02（第6.5話 今は遠き夜天の光、品番・KICA-743）
- 魔法少女リリカルなのはA's サウンドステージ03（第14話 これから、品番・KICA-768）
- 魔法少女リリカルなのはA's サウンドステージボーカルベストコレクション（コミックマーケット70で販売・一般非売品）

### 漫画
魔法少女リリカルなのはA's THE COMICS
原作：都築真紀、作画：長谷川光司
単行本（全1巻）：2006年2月18日初版・ノーラコミックス・ISBN 4-05-604335-3
メガミマガジンに、放送開始に先立ち2005年10月号（2005年7月30日発行）から連載開始、以後放送終了と同時期の2006年2月号（2005年12月30日発行）まで掲載された。全6話。また、コミックキラリティーvol.1にプロローグ、vol.2にエピローグが掲載された。以上は単行本発行時にすべて1冊にまとめられている。
掲載された号が本編の放送開始前に発行されている前半3話は、第1期『魔法少女リリカルなのは』と第2期の本作との間に起こった出来事を、3人のヒロインを中心にして綴ったエピソードが収録されている。
また、本編の放送中に掲載された後半2話は本編の幕間となるエピソードが、最終回放送後の掲載となった最終話とエピローグは本編終了後のエピソードが収められている。
基本的には読まなくとも本編の理解には問題はないが、漫画版が初出となる登場人物・出来事・後の第3期『魔法少女リリカルなのはStrikerS』に関連するエピソードなどもあり、読むことによって、より一層作品世界への理解が深まるようになっている。

### ファンブック
- 魔法少女リリカルなのは/魔法少女リリカルなのはA's ビジュアルファンブック（晋遊舎刊・2006年3月10日初版・ISBN 4-88-380515-8）
- メガミマガジンスペシャルセレクション 魔法少女リリカルなのはビジュアルコレクション（メガミマガジン編集部編・2006年10月31日初版・ISBN 4-05-403260-5）

### ゲーム

#### 家庭用ゲーム
- 魔法少女リリカルなのはA's PORTABLE -THE BATTLE OF ACES-
  - 2010年1月21日に、バンダイナムコゲームスのナムコレーベルよりPSPソフトが発売。ジャンルは魔法対戦格闘アクション。シリーズのファンで都築とも親しい金子彰史が製作の主軸を務めている。ストーリーはアニメ本編以降のエピソードとなるオリジナルストーリー。figma他特典同梱の初回限定生産「リリカルBOX」も同時発売。
- DLマガジン デジタルなのは
  - PlayStation Storeで有料配信されるPSPデジタルコンテンツ集。
- 魔法少女リリカルなのはA's PORTABLE -THE GEARS OF DESTINY-
  - バンダイナムコゲームスのバンプレストレーベルにてPSPソフトが2011年12月22日に発売。ジャンルは魔法対戦格闘アクション。ねんどろいどぷち他特典同梱の初回限定生産「GOD BOX」も同時発売。

#### 携帯アプリ
ドワンゴが運営する携帯サイト・携帯ゲーム百選においてミニゲームが配信されている。現在配信されているのは以下の通り。
- 魔法少女リリカルなのはA's BATTLE SCENE PUZZLE
- 魔法少女リリカルなのはA's LOST LOGIA SWEEPER

### 劇場版
- 魔法少女リリカルなのは The MOVIE 2nd A's（2012年7月14日公開）

## イベント
リリカル☆パーティーSP
2005年9月24日に、魔法少女リリカルなのはA's放送直前イベントとしてSTUDIO COASTで開催された。